# 香辣蓼
香辣蓼又名越南香菜、越南芫荽、叻沙葉，是蓼科春蓼屬的一種香料植物，在東南亞地區常會用它的葉子來烹調食物。

## 食用
在越南菜裡常會將香辣蓼葉片拿來做生菜沙拉或是加在春捲裡食用。在煮牛肉河粉時也會添加越南香菜來配色及增添風味。在吃鴨仔蛋時也常會加上越南香菜一起食用。
在新加坡與馬來西亞時常以切碎的香辣蓼來製作叻沙的香辣湯底，因此在當地又將香辣蓼葉片稱為叻沙葉。
澳洲正在研究以香辣蓼為原料來提煉一種稱為「kesom oil」的精油，研究指出香辣蓼精油在香精和香料行業中具有潛在的應用價值，特別是作為脂肪族醛的天然來源。

## 性狀
香辣蓼為多年生植物，葉子的顏色為暗綠色，靠近基部有勃艮第紅色的塊斑，上有栗色的斑點。在熱帶及亞熱帶地區溫暖潮濕的環境下生長的最好，在適合生長的環境下，植株高度可以生長至15-30公分高。香辣蓼無法生長於緯度高於32度以上的地區或是土壤水份太多的地方，在冬季或是溫度太高時會使植株萎凋枯死。在越南可以看到用人工栽種於田間的香辣蓼，也可以在野外看到呈野生狀態的香辣蓼。

## 成份
香辣蓼精油中所含的成份主要是醛類與倍半萜類化合物，其中醛類化合物有癸醛（28%）、十二醛（44%）及alcohol 1-decanol（11%）。倍半萜類化合物（15%）有α-葎草烯與β-石竹烯。

## 藥用
根據越南專家的說法，香辣蓼味苦、辛，無毒，可解毒消腫，他們認為香辣蓼可以用來治療腫脹、粉刺、消化不良、腸胃脹氣及胃痛。
越南科学大学（University of Natural Sciences）的研究顯示，食用香辣蓼會使老鼠的精子數量減少，對於人類可能也有類似的效果。在許多越南的草藥療法中，會使用香辣蓼來抑制性慾，在越南有一種說法是「越南香菜，豆芽菜」，意思是說越南香菜有降低生育的能力，而豆芽菜則有相反的效果。也有另一種說法是「越南香菜可以消除性慾」。

## 外部連結
- Vietnamese Coriander (Persicaria odorata (Lour.) Soják) page（页面存档备份，存于） from Gernot Katzer's Spice Pages
- Kesom Oil – a New Essential Oil for the International Flavour and Fragrance Industry in First Australian New Crops Conference 1996 – Volume 2